# Catops luteipes
Catops luteipes är en skalbaggsart som beskrevs av Thomson 1884. Catops luteipes ingår i släktet Catops, och familjen mycelbaggar. Arten är reproducerande i Sverige.